# 揭暄
揭暄（1613年—1695年），字子宣，号韦纶、纬纷、半斋，江西广昌旴江镇后塘人，明末清初军事理论家、天文学家、哲学家和数学家。其知名著述有《揭子兵法》、《璇玑遗述》、《性书》等。

## 生平
祖父为郡里的庠生，父亲揭衷熙亦是邑里的廪生。揭暄“少有奇气，喜论兵，慷慨自任”。为明朝县学诸生时，诸子、诗赋、数术、天文、军事、岐黄等无所不涉，且留心世事，“独好深湛之思”，时人以“才品兼优，德学并茂”称之。
清顺治二年（1645年），江南抗清义军纷起。嘉定义军先后三次遭清兵镇压，死伤数万人，史称“嘉定三屠”。揭暄与其父揭衷熙、好友何三省、骆而翔举义兵，在闽、赣边境的建宁、广昌、长汀一带抗击清兵，与南明兵部侍郎揭重熙领导的抗清大军互为犄角之势。顺治三年（1646年），揭暄所部归明唐王朱聿键节制。他向唐王上言天时、地势、人事及攻守战御机要等策被采纳。顺治四年（1647年），调为宣谕使吴炳副手，前往江西安抚阎罗总诸营，到瑞金时闻父殉难，大为悲痛，此后隐居不仕。 
后清康熙帝屡召他入仕，他以年迈推辞，讲学于豫章、青原书院，与易堂程山、宁化李世熊、桐城方以智等交游，致力于著述。期间日夜观察天象，精心考据，于康熙二十八年（1684年）著成了《璇玑遗述》（又名《写天新语》）。清代天文学家、数学家梅文鼎读后，称其“深明西算而又别有悟入，其言七政小轮，旋转而生漩涡，遂成留逆，实为古今未发”。方以智称其论述“出于大西诸儒之上”。时任江西学政的吴炳和兵备道王养正也称赞揭暄的前期著作《揭子兵经》和《揭子战书》为“异人异书”，捐资为其刊行，并撰文介绍。

## 作品
其著作有：《揭子兵经》、《揭子战书》、《璇玑遗述》、《揭子性书》、《揭子昊书》、《揭子二怀篇》、《道书》、《射书》、《帝王纪年》、《揭方问答》、《周易得天解》、《星图》、《星书》、《火书》、《舆地》、《水注》等，涉及天文、地理、历史、哲学、数学各个领域。